# 卡尔恰诺
卡尔恰诺（義大利語：Calciano），是意大利马泰拉省的一个市镇。总面积48平方公里，人口808人，人口密度16.8人/平方公里（2009年）。ISTAT代码为077004。